# شاخص بتا
استفاده از  شاخص بتا  به عنوان یکی از شاخص‌های سنجش ریسک از دهه ۱۹۸۰ به بعد رایج شده است.
برای توضیح ضریب بتا و تعیین روابط محاسباتی آن، باید خط مشخصه (Characteristic Line) را مورد بررسی قرار دهیم. این خط، رابطه روند بازدهی یک سهم با روند بازدهی شاخص بازار را تعیین می‌کند. معادله کلی خط مشخصه که یک خط رگرسیونی است به صورت ذیل نشان داده می‌شود:
{\displaystyle r_{i}=\alpha _{i}+\beta _{i}r_{m}+e_{i}}
که در آن، ri متغیر وابسته و نماینده روند بازدهی سهم می‌باشد. rm متغیر مستقل و نماینده بازدهی بازار می‌باشد. \betai در معادله فوق، شیب خط رگرسیون است که نشان دهنده تغییرات نرخ بازدهی سهم در مقابل تغییرات بازار است. ضریب بتا برای یک سهم از رابطه زیر نیز قابل محاسبه است:
{\displaystyle \beta _{i}={\frac {\operatorname {cov} (r_{i},r_{m})}{\sigma ^{2}(r_{m})}}}
ضریب بتا معیاری برای محاسبه ریسک سیستماتیک است و می‌تواند به عنوان شاخصی برای رتبه‌بندی ریسک دارایی‌های مختلف قرار گیرد. در صورتی که ضریب بتا برای یک دارایی بیشتر از یک باشد، نوسانات بازدهی آن سهم بیشتر از نوسانات بازار خواهد بود و به آن دارایی پرریسک گفته می‌شود. به عکس دارایی‌های با ضریب بتای کمتر از یک، به مفهوم نوسانات کمتر از نوسانات بازار است و به آن دارایی کم‌ریسک گفته می‌شود. 